# Isla Vulcano
Vulcano es un isla italiana perteneciente al archipiélago de las islas Eolias, en Sicilia. Se ubica a unos 25 km al norte de la isla de Sicilia, posee una extensión de 21 km² y una altura de 499 m s. n. m. La isla contiene varios centros volcánicos, incluyendo uno de los cuatro volcanes activos no submarinos de Italia. Está unida a la isla  de Vulcanello, pero antiguamente estaban separadas. El año 2000 fue inscrita junto al resto del archipiélago en la lista del Patrimonio de la Humanidad de la Unesco.

## Descripción

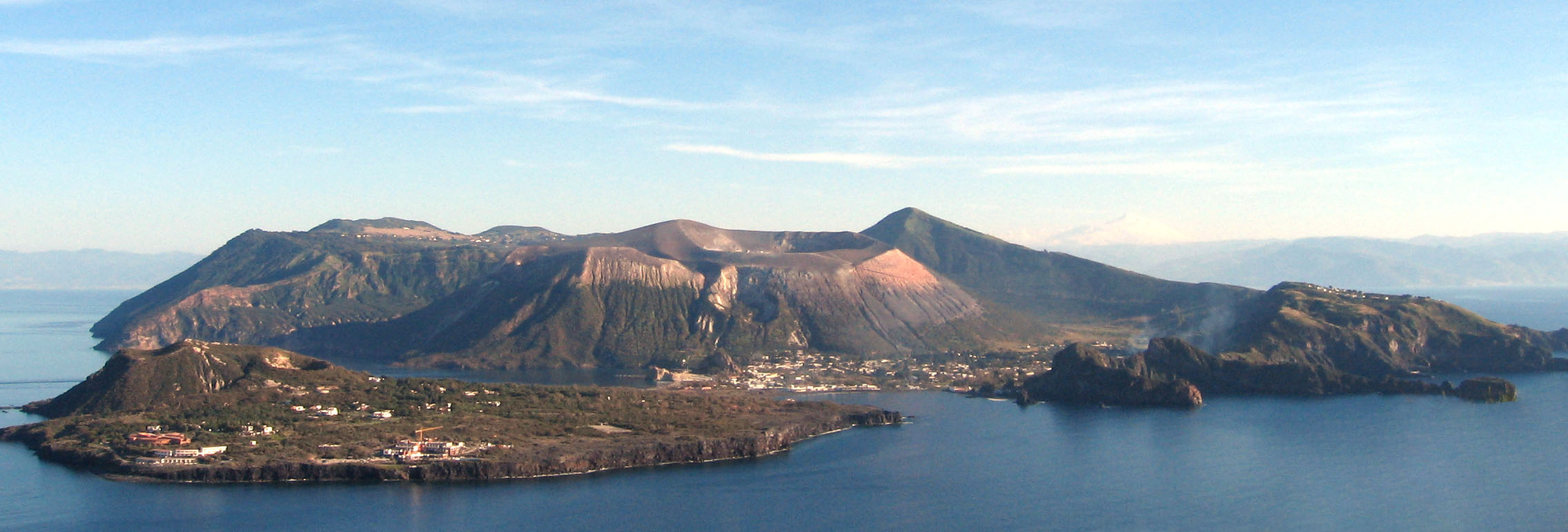
Vulcano vista desde Lipari.

Fumarolas del cráter de Vulcano.

La última erupción del volcán se produjo en 1890 y hoy la mayoría de los excursionistas acuden atraídos por la ascensión guiada al Gran Cráter o por los espontáneos baños de lodo en Porto di Levante, los humeantes fanghi bollenti a los que se atribuyen efectos curativos de los dolores articulares.
El ascenso al cráter de Vulcano es un paseo agradable que bordea el cono montañoso en menos de una hora. Al llegar a la cima, truncada por un gran boquete de 500 m de diámetro y que destila vapores ardientes, se abre la mejor panorámica del archipiélago, con Lípari y Salina en primer plano y Filicudi y Panarea recortadas en el horizonte.
Un sendero bien visible permite bordear el perímetro del volcán entre manchas amarillas de azufre, cenizas a medio arder y un olor penetrante a huevo podrido.

## Baños de lodo

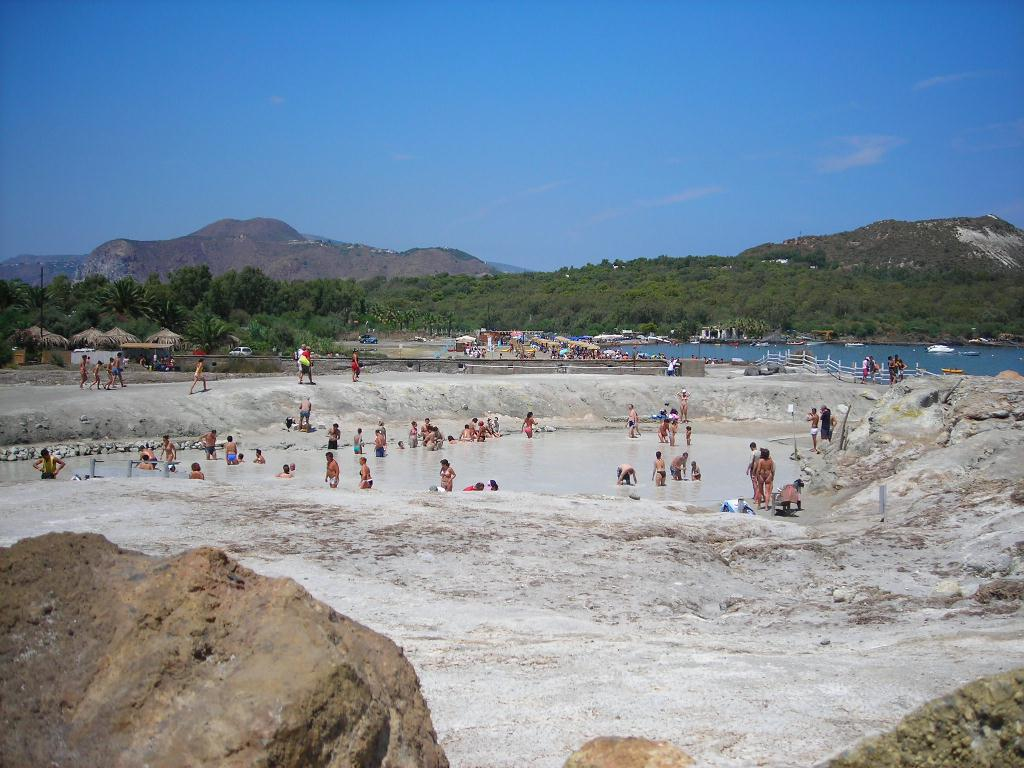
Vulcano - Pozza dei fanghi.

Al descender de Vulcano y siguiendo la pista fétida se llega a los lodos situados junto al Porto di Levante. Estas fuentes terapéuticas vienen siendo utilizadas desde hace más de 3.000 años y sus facultades medicinales han sido la razón por la que muchos italianos pisaron por primera vez estas islas.
Se pueden tomar baños de lodo en un pequeño lago a cielo abierto. Las aguas desprenden vapores de azufre que alivian la artritis. Los visitantes se aplican los barros sobre la piel, que luego se pueden retirar con un baño en la playa que se extiende a pocos metros del lago.
El tratamiento finaliza exponiendo la parte doliente a las emanaciones gaseosas que desprenden las grietas de las rocas.

## Costas
Un escollo situado al este de la isla y llamado la Parete della Sirenetta, recibe ese nombre debido a que está coronado por la estatua de una sirena.
Bajo el agua destaca la variedad de flora y fauna, entre la que abundan los bancos de langostas.
La zona del Capo Grosso es una rara estructura rocosa que se adentra en el mar y que se caracteriza por ser completamente lisa y vertical.
La isla de Vulcano es una de las más visitadas y menos habitadas (470 residentes) de las Eolias. El desorden inmobiliario se adueña de su litoral.